# Швайцер, Лиза
Лиза Мария Швайцер (нем. Lisa Marie Schweizer; род. 18 июля 1995, Шведт, Бранденбург) — немецкая тяжелоатлетка, выступающая в весовой категории до 64 кг. Серебряный призёр чемпионата Европы 2022 года, бронзовый призёр чемпионата Европы 2024 года. Участница летних Олимпийских игр 2020 года в Токио. 

## Биография
Лиза Мария Швайцер родилась 18 июля 1995 года.

## Карьера
На молодёжном чемпионате Европы 2012 года Лиза Швайцер выступала в весовой категории до 58 килограммов, где заняла девятое место с результатом 155 кг.
В 2015 году она приняла участие в чемпионате Европы среди юниоров в весовой категории до 63 кг, где заняла восьмое место с результатом 171 кг.
На взрослом чемпионате Европы 2016 года Лиза Швайцер стала 16-й с результатом 181 кг (83 + 98).
На мировом университетском чемпионате 2018 года Лиза стала четвёртой с результатом 195 кг. На взрослом чемпионате мира были введены новые весовые категории, и Швайцер участвовала в соревнованиях девушек массой до 64 кг. Она стала 27-й, подняв 199 килограммов в сумме.
На чемпионате Европы 2019 года Лиза Швайцер заняла 11-е место, подняв в рывке 93 кг и затем толкнув 111 кг. На чемпионате мира в том же году стала 21-й с суммой 206 кг.
На чемпионате Европы 2021 года в Москве стала четвёртой, в сумме двух попыток подняв 218 кг (100 + 118).
В 2022 году, на чемпионате Европы в Албании, немецкая спортсменка с результатом по сумме двух упражнений 223 килограмма завоевала серебряную медаль. В упражнении "рывок" с результатом 103 килограмма она завоевала малую золотую медаль. 
В Ереване, на чемпионате Европы 2023 года в категории до 71 кг заняла итоговое пятое место, но в упражнении рывок ей досталась малая бронзовая медаль (103 кг).
В феврале 2024 года на чемпионате Европы в Софии Лиза завоевала бронзовую медаль по сумме двух упражнений с результатом 231 кг. В упражнении рывок она стала второй (107 кг).
На чемпионате Европы 2025 года в Кишинёве завоевала малую бронзовую медаль в упражнении "рывок" в весовой категории до 71 кг с результатом 108 кг.

## Достижения
Чемпионат Европы
| Результат | Вес       | Год  | Место соревнований | Рывок | Толчок | Общий вес |
| Серебро   | до 71 кг. | 2022 | Тирана, Албания    | 103,0 | 120,0  | 223,0     |
| Бронза    | до 71 кг. | 2024 | София, Болгария    | 107,0 | 124,0  | 231,0     |